# 泰倫扎鎮區 (阿肯色州波因塞特縣)
泰倫扎鎮區（英語：Tyronza Township）是位於美國阿肯色州波因塞特縣的一個行政鎮區。

## 地方資料
泰倫扎鎮區的面積為90.05平方千米，當中陸地面積為89.94平方千米，而水域面積為0.11平方千米。根據2010年美國人口普查的數據，當地共有人口998人，而人口密度為每平方千米11.08人。